# Бузанов Іван Феоктистович
Іван Феоктистович Бузанов (*29 квітня (12 травня) 1903, Нова Прага — 10 січня 1984, Київ) — український рослинник та фізіолог рослин, дійсний член ВАСГНІЛ.

## Біографічні відомості
Народився 29 квітня (12 травня) 1903 року в селі Новій Празі Олександрійського повіту Херсонської губернії (нині Олексанрійського району Кіровоградської області). 1928 року закінчив Одеський сільськогосподарський інститут. Член ВКП (б) з 1938 року.
Від 1930 року працював у Всесоюзному науково-дослідному інституті цукрових буряків у Києві. В 1937 році став завідувачем відділу, а 1941 року — очолив інститут, обійнявши посаду директора, на якій працював до 1970 року. В 1970 році став завідувачем лабораторією, з 1975 року — науковим консультантом.
1956 року Бузанова було обрано дійсним членом ВАСГНІЛ і віцепрезидентом Української академії сільськогосподарських наук.

Могила Івана Бузанова

Помер 10 січня 1984 року. Похований у Києві на Байковому кладовищі.

## Наукова діяльність
Займався проблемами підвищення урожайності й цукристості цукрових буряків. Під його керівництвом О. К. Коломієць селекційним шляхом вивела одноросткове насіння цукрових буряків.
- Праці:
  - Селекцій на робота з цукровими буряками в Радянському Союзі, «Технічні культури», 1938, № 4 (разои з М. І. Орловським);
  - Пути повышения сахаристости сахарной свеклы, «Агробиология», 1952, № 6;
  - Насущные вопросы свеклосеяния, «Земледелие», 1956, № 2[1].

## Нагороди, відзнаки
Нагороджений орденом Леніна (26.02.1958), іншими орденами, медалями. В 1960 році став лауреатом Ленінської премії.

## Пам'ять
На будинку Інституту цукрових буряків УААН в Києві по вулиці Клінічній, 25, директором якого в 1940–1970 роках був Іван Бузанов, встановлено гранітну меморіальну дошку.